# Moldova a 2010. évi téli olimpiai játékokon

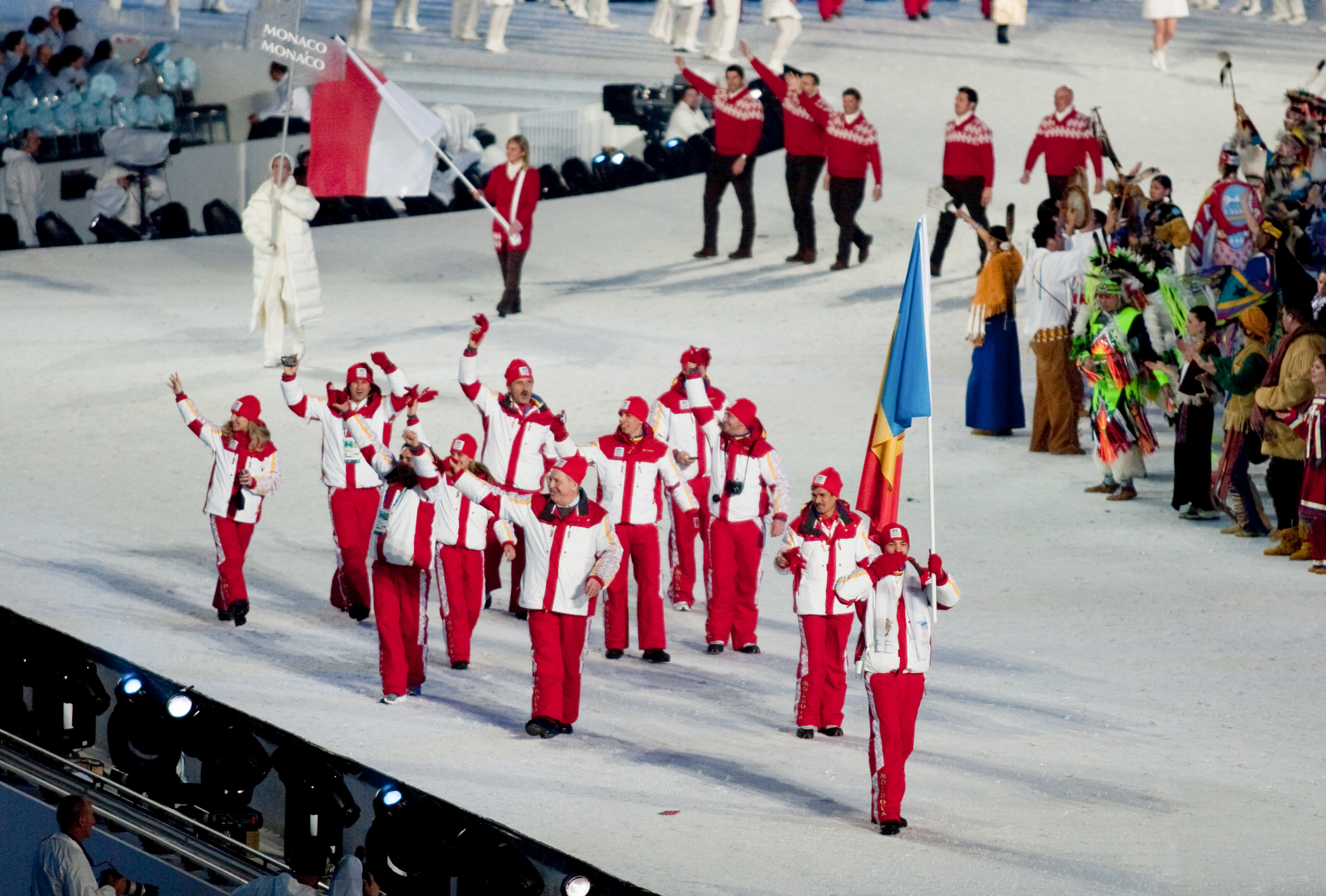
Moldova olimpiai küldöttsége a megnyitón

Moldova a kanadai Vancouverben megrendezett 2010. évi téli olimpiai játékok egyik részt vevő nemzete volt. Az országot az olimpián 4 sportágban 7 sportoló képviselte, akik érmet nem szereztek.

## Alpesisí
Férfi
| Versenyző       | Versenyszám      | 1. futam      | 1. futam      | 2. futam | 2. futam | Összesítés | Összesítés |
| Versenyző       | Versenyszám      | Idő           | Hely.         | Idő      | Hely.    | Idő        | Helyezés   |
| --------------- | ---------------- | ------------- | ------------- | -------- | -------- | ---------- | ---------- |
| Urs Imboden     | Műlesiklás       | nem ért célba | nem ért célba | kiesett  | kiesett  | kiesett    | kiesett    |
| Christophe Roux | Műlesiklás       | 51,90         | 35.           | 53,85    | 28.      | 1:45,75    | 28.        |
| Christophe Roux | Óriás-műlesiklás | 1:22,70       | 51.           | 1:24,42  | 41.      | 2:47,12    | 44.*       |

* - egy másik versenyzővel azonos eredményt ért el

## Biatlon
Férfi
| Versenyző      | Versenyszám  | Lövőhiba    | Időeredmény | Helyezés |
| -------------- | ------------ | ----------- | ----------- | -------- |
| Victor Pînzaru | 10 km sprint | 1 (1+0)     | 27:52,6     | 70.      |
| Victor Pînzaru | 20 km egyéni | 3 (0+1+0+2) | 58:42,6     | 85.      |

Női
| Versenyző          | Versenyszám         | Lövőhiba    | Időeredmény | Helyezés |
| ------------------ | ------------------- | ----------- | ----------- | -------- |
| Natalia Levcencova | 7,5 km sprint       | 2 (1+1)     | 22:18,2     | 53.      |
| Natalia Levcencova | 10 km üldözőverseny | 4 (1+0+0+3) | 37:38,5     | 56.      |
| Natalia Levcencova | 15 km egyéni        | 2 (0+1+1+0) | 44:34,9     | 37.      |

## Sífutás
Férfi
| Versenyző    | Versenyszám | Eredmény | Helyezés |
| ------------ | ----------- | -------- | -------- |
| Sergiu Balan | 15 km       | 42:12,1  | 86.      |

Női
| Versenyző           | Versenyszám | Eredmény | Helyezés |
| ------------------- | ----------- | -------- | -------- |
| Alexandra Camenscic | 10 km       | 31:01,0  | 70.      |

## Szánkó
| Versenyző      | Versenyszám | 1. futam | 1. futam | 2. futam | 2. futam | 3. futam | 3. futam | 4. futam | 4. futam | Összesítés | Összesítés |
| Versenyző      | Versenyszám | Idő      | Hely.    | Idő      | Hely.    | Idő      | Hely.    | Idő      | Hely.    | Idő        | Helyezés   |
| -------------- | ----------- | -------- | -------- | -------- | -------- | -------- | -------- | -------- | -------- | ---------- | ---------- |
| Bogdan Macovei | Férfi egyes | 50,425   | 35.      | 50,175   | 31.      | 50,423   | 33.      | 50,331   | 33.      | 3:21,354   | 33.        |